# 法特拉爾峰

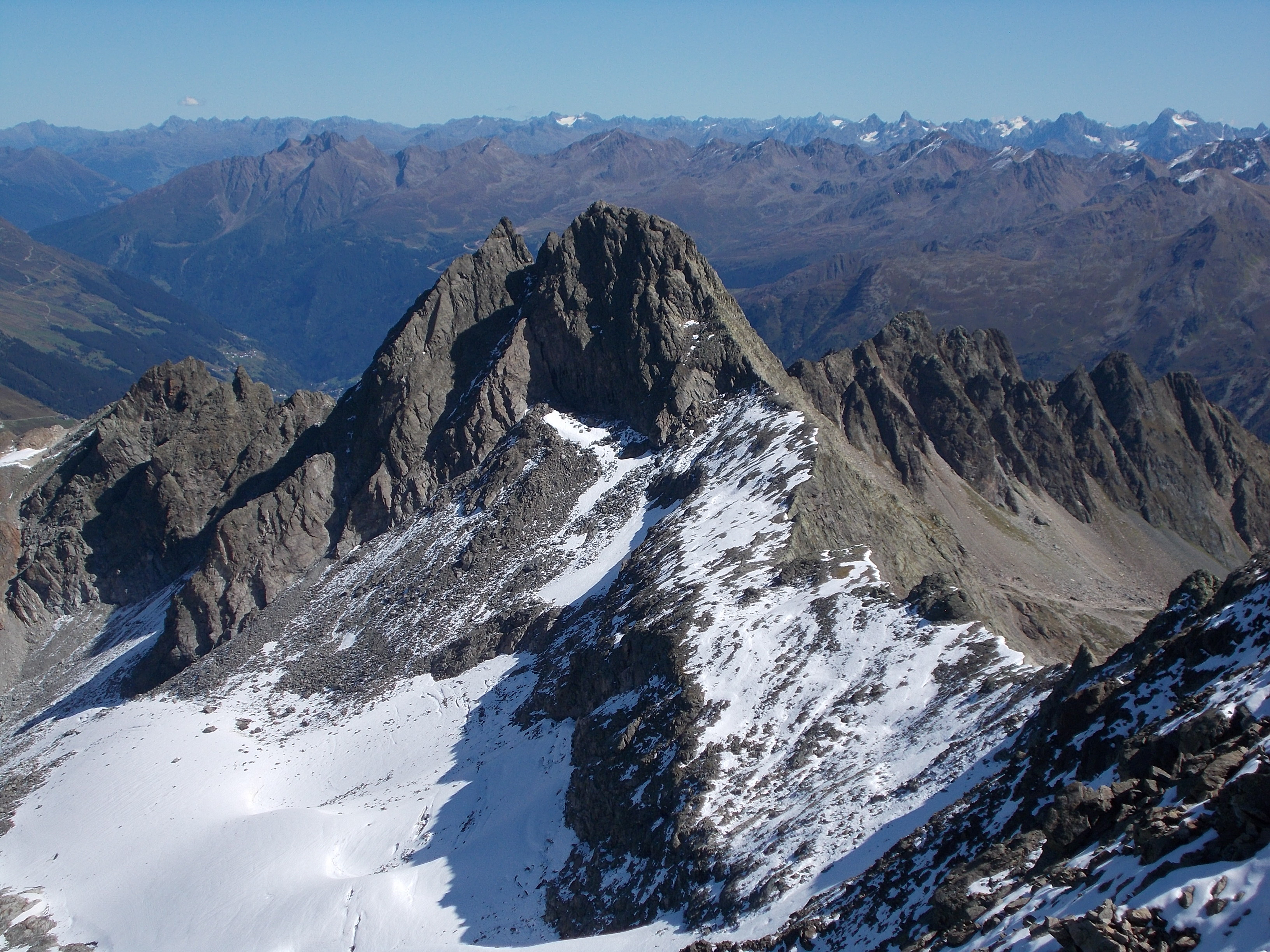

47°3′7″N 10°17′12″E / 47.05194°N 10.28667°E
法特拉爾峰（德語：Fatlarspitze），是奧地利的山峰，位於該國西部，由蒂羅爾州負責管轄，屬於韋爾瓦爾阿爾卑斯山脈的一部分，海拔高度2,986米，每年平均降雨量1,367毫米。